# コジマエンジニアリング
株式会社コジマエンジニアリングは、京都府に本社を置くモータースポーツ関連企業・チーム。かつてはレーシングカーコンストラクターとして活動し、F1の日本での世界選手権公式戦にも2度スポット参戦した。
現在はパワーボートレースに参戦するKEレーシングのほか、各種ボートの販売・メンテナンスを取り扱うKEマリン、ヘリコプターのチャーター便を扱うKEエア、モータースポーツイベント企画などの事業を行っている。

## 沿革

### 自動車レース
創業者の小嶋松久（1944年11月7日 - ）は高校時代より2輪ライダーとしてダートトラックレースやモトクロスで活躍し、国内の250ccクラスでは無敵と呼ばれた。スズキのワークスライダーとしてヨーロッパのモトクロス世界選手権に遠征したほか、メカニックとしての修行も積んだ。1968年に2輪レースを引退すると、1970年に故郷の京都でコジマエンジニアリングを設立。当初はスズキのオートバイをレースチューンして販売していたが、メーカーが市販レーサーを製造するようになったことから、4輪レースの分野へと転向する。
1970年1月18日には全日本鈴鹿300kmレース大会にフォード・GT40にて参戦し総合4位となる。ドライバーは田中健二郎。このマシンは元々ジョン・ワイア・オートモーティブ (JWA) がル・マン24時間レース用に製作したものをヤマハが研究用として使用していたもので、トヨタ・7の開発に貢献したといわれている。
スズキ・フロンテのエンジンキット販売を経て、オリジナルシャーシの開発に着手。1971年に入門フォーミュラFJ360/FL500に参入し、片山義美を擁して勝利を重ねる。1973年には全日本FJ1300選手権、1974年には全日本F2000選手権（それぞれF3、F2に相当）にステップアップ。サーティースやマーチの海外製マシンを購入し、足回りを自社製に置き換えるなどしてフォーミュラカー造りの経験を積む。小嶋のモトクロス時代の後輩で四輪レースに転向した長谷見昌弘が1974年、1975年の全日本FJ1300選手権を連覇。1975年5月の日本GPではFL500、FJ1300、F2000の3クラスともコジマが関わったマシンが優勝する。翌1976年にフォーミュラ1の日本初開催が決まったことから、小嶋はフォーミュラレースの最高峰へオリジナルマシンで挑戦することを決断する。
1976年10月のF1選手権イン・ジャパンにKE007の1台体制（長谷見）でスポット参戦。予選タイムアタックでポールポジションほぼ確実という快走を見せるも、サスペンション故障でクラッシュ。大破したマシンを決勝までに修復したが、7周遅れの11位完走に終わる。
1977年は全日本F2000選手権にKE008を投入。シーズン途中に長谷見が離脱したため、スピードスターレーシング（高橋国光）とジョイントする。10月の日本GPにむけてKE009を製作し、高原レーシング（高原敬武）とヒーローズレーシング（星野一義）とジョイントする。前年以上の活躍を期待されたがタイムが伸び悩み、決勝では高原がクラッシュに巻き込まれて1周リタイア、星野が2周遅れの11位という不本意な成績に終わる。
その後、F1参戦を目指していた西ドイツのカウーゼンからKE009を使用したいとのオファーを受け準備を進めたが、カウーゼン側が資金難から計画を撤回したため、海外進出は幻に終わる。また、1978年の日本GPにむけてウィングカーのKE010を開発したが、赤字や前年の観客死亡事故の影響で開催がキャンセルされたため、開発を打ち切った。
1979年には2代目のF2マシンとなるKE011を投入したが成功作とはならず、これを最後に4輪レース活動を停止する。

### パワーボート
4輪レースからの撤退後、小嶋松久は興味を持っていたパワーボートレースに活動を移す。オリジナル設計のレーシングボート「KE CAT シリーズ」をリリースした。小嶋は自らドライバーとしてオフショアオープン級などのレースに出場し、複数回日本チャンピオンに輝き、2007年末に現役を引退する。

## コジマのレーシングカー
KE-FJ
1971年〜1975年に開発したFJ360/FL500マシン。スズキの水冷3気筒エンジンを搭載。I、II、IIB、III（モノコック）と改良された。片山義美、従野孝司らがドライブ。
KE-RE-I
マツダ・10Aロータリーエンジン (1,000cc) を搭載する2座席レーシングスポーツカー。設計は伊藤猛志郎。1971年8月の第1回鈴鹿グレート20ドライバーズレースに片山義美のドライブで出場し3位。その後プライベーターの手に渡り「ヤマモト・ロータリー7」として数レースに出場した。
KE-FJ1300
1974年にデビューしたFJ1300マシン（別名「KEサニー」）。マーチ・733をベースに開発し、ニッサン・A12エンジン (1,300cc)を搭載。長谷見昌弘、松本恵二らがドライブ。
KE007
1976年10月のF1世界選手権イン・ジャパンに出場したF1マシン。設計は小野昌朗。フォード・コスワース・DFVエンジン (3,000cc) を搭載。タイヤは日本ダンロップ。ドライバーは長谷見昌弘。
F1世界選手権イン・ジャパンに出場後、転売を重ねて所在不明となるが、レストア業者によって発見・修復され、2004年のグッドウッド・フェスティバル・オブ・スピードに招待出場した。
KE008
1977年の全日本F2000〜1978年の全日本F2に参戦したF2000、F2マシン。BMW・M12エンジン (2,000cc) を搭載。F1マシンのKE007/KE009の縮小版で、モノコックの80%ほどは共通している。長谷見昌弘、高橋国光、ディディエ・ピローニ（スポット参戦）がドライブ。
1977年の全日本F2000第4戦「鈴鹿フォーミュラジャパン自動車レース」で長谷見昌弘のドライブによりデビューウィン。1978年の全日本F2最終戦「JAF鈴鹿グランプリ自動車レース」で高橋国光（スピードスターレーシング）が優勝。無冠の帝王と呼ばれていた高橋は初のビッグタイトルを獲得した。
KE009
1977年の日本GPに出場したF1マシン。設計は小野昌朗。モノコックの軽量化・ボディカウルの見直しなどを行ったKE007の発展改良型。タイヤはブリヂストンに変更。スポンサーは星野一義車がUNI-PEX、高原敬武車が伊太利屋。
KE010
ロータス・78に倣いウィングカーとして設計された3作目のF1マシン。設計は小野昌朗。モノコックの準備が進み、最終的にボディと組立作業が残っているという段階まで至っていたが、表に出ないまま開発中止となった。小野は「風洞などの設備やスタッフが揃わなければF1は作れなくなってしまった」ことが挫折の原因と語っている。
KE011
1979年の全日本F2選手権に参戦した国産初のF2ウィングカー。KE008とKE009の一部を流用。ウィングノーズ＋サイドラジエーターからスポーツカーノーズ＋フロントラジエーター、ウィングノーズ＋フロントラジエーターと改良が繰り返された。BMW・M12エンジン (2,000cc) を搭載。タイヤは日本ダンロップ。片山義美、ディディエ・ピローニ（スポット参戦）がドライブ。

## F1での成績
| 年     | シャシー      | エンジン        | タイヤ | ドライバー | 1   | 2   | 3   | 4   | 5   | 6   | 7   | 8   | 9   | 10  | 11  | 12  | 13  | 14  | 15  | 16  | 17  | WDC | ポイント |
| ------ | ------------- | --------------- | ------ | ---------- | --- | --- | --- | --- | --- | --- | --- | --- | --- | --- | --- | --- | --- | --- | --- | --- | --- | --- | -------- |
| 1976年 | コジマ・KE007 | コスワース・DFV | D      |            | BRA | RSA | USW | ESP | BEL | MON | SWE | FRA | GBR | GER | AUT | NED | ITA | CAN | USA | JPN |     | NC  | 0        |
| 1976年 | コジマ・KE007 | コスワース・DFV | D      | 長谷見昌弘 |     |     |     |     |     |     |     |     |     |     |     |     |     |     |     | 11  |     | NC  | 0        |
| 1977年 | コジマ・KE009 | コスワース・DFV | B      |            | ARG | BRA | RSA | USW | ESP | MON | BEL | SWE | FRA | GBR | GER | AUT | NED | ITA | USA | CAN | JPN | NC  | 0        |
| 1977年 | コジマ・KE009 | コスワース・DFV | B      | 高原敬武   |     |     |     |     |     |     |     |     |     |     |     |     |     |     |     |     | Ret | NC  | 0        |

太字はポールポジション、斜字はファステストラップ。(key)